# سوفلاي
بلدية سُفليّ أو (نقحرة: سوفلاي) (بالإسبانية: Suflí) هي بلدية تقع في مقاطعة المرية. جنوب شرق إسبانيا. يبلغ عدد سكانها 260 نسمة.

## وصلات خارجية
- نسخة محفوظة 26 سبتمبر 2007 على موقع واي باك مشين. (بالإسبانية)